# Синоцератопс
Синоцератопс (лат. Sinoceratops, буквально: китайская рогатая морда) — род рогатых динозавров из подсемейства центрозаврин (Centrosaurinae) семейства цератопсид (Ceratopsidae). Представлен единственным видом — Sinoceratops zhuchengensis.
Окаменелости синоцератопса были обнаружены в верхнемеловых (кампанских) отложениях формации Хонгтуя (Hongtuya Formation) в провинции Шаньдун на востоке Китая, около города Чжучэн (по которому вид получил своё название). Эта формация относится к группе Вангши (Wangshi Group), датируемой возрастом 77,3—73,5 млн лет. Вид и род были научно описаны палеонтологом Сюй Сином и соавторами в 2010 году.

## Палеобиогеография
Синоцератопс является единственным подтверждённым таксоном цератопсид, описанным из Азии. Принадлежность к цератопсидам ещё одного азиатского рода — тураноцератопса (Turanoceratops) из Туркменистана — является спорной.
Авторы описания синоцератопса предположили, что цератопсиды возникли в Азии и впоследствии мигрировали в Северную Америку. Тем не менее, согласно Скотту Сэмпсону и соавторам (2013), «складывающаяся картина» указывает на то, что цератопсиды возникли в Ларамидии около 90—80 миллионов лет назад и лишь в последствии распространились в Азию. Возникновение цератопсид в Ларамидии подтверждается открытием в 2021 году древнейшего надёжно подтверждённого цератопсида — центрозаврина Menefeeceratops из Нью-Мексико (США).